# Tennessee Moon
Tennessee Moon es un álbum de estudio del cantautor estadounidense Neil Diamond, publicado el 6 de febrero de 1996 por Columbia Records. En el disco, Diamond experimenta con canciones de música country y realiza algunos duetos con artistas representativos del género.

## Lista de canciones
1. "Tennessee Moon" – 3:00 (Neil Diamond / Dennis Morgan)
2. "One Good Love" (dueto con Waylon Jennings) – 4:18 (Neil Diamond / Gary Nicholson)
3. "Shame" (dueto con Hal Ketchum) – 3:31 (Neil Diamond / Hal Ketchum)
4. "A Matter of Love" – 4:35 (Neil Diamond / Tom Shapiro)
5. "Marry Me" (dueto con Buffy Lawson) – 3:50 (Neil Diamond / Tom Shapiro)
6. "Deep Inside of You" (dueto con Beth Nielsen Chapman) – 3:51 (Beth Nielsen Chapman / Neil Diamond)
7. "Gold Don't Rust" – 3:42 (Gary Burr / Bob DiPiero / Neil Diamond)
8. "Like You Do" (dueto con Rosemary Butler) – 4:03 (Sandy Knox / Steve Rosen)
9. "Can Anybody Hear Me" – 3:50 (Neil Diamond / Bill LaBounty)
10. "Win the World" – 4:12 (Neil Diamond / Susan Longacre)
11. "No Limit" – 3:07 (Richard Bennett / Neil Diamond)
12. "Reminisce for a While" (dueto con Raul Malo) – 4:27 (Neil Diamond / Raul Malo)
13. "Kentucky Woman" – 2:48 (Neil Diamond)
14. "If I Lost My Way" – 3:23 (Gary Burr / Neil Diamond)
15. "Everybody" – 3:45 (Jesse Diamond / Neil Diamond)
16. "Talking Optimist Blues (Good Day Today)" – 2:53 (Neil Diamond / Gretchen Peters)
17. "Open Wide These Prison Doors" – 4:30 (Neil Diamond / Stewart Harris)
18. 2Blue Highway" (dueto con Chet Atkins) – 3:56 (Neil Diamond / Harlan Howard)